# Risaralda
Risaralda é um departamento da Colômbia.

## Municípios
1. Apia
2. Balboa
3. Belén de Umbría
4. Dosquebradas
5. Guatica
6. La Celia
7. La Virginia
8. Marsella
9. Mistrato
10. Pereira
11. Pueblo Rico
12. Quinchía
13. Santa Rosa de Cabal
14. El Santuario

### Etnias
| Cor/Raça           | Porcentagem |
| ------------------ | ----------- |
| Mestiços e Brancos | 92,05%      |
| Afro-colombianos   | 5,07%       |
| Indígenas          | 2,88%       |